# کارل راجرز
کارل راجرز (به انگلیسی: Carl Rogers) (زاده ۸ ژانویهٔ ۱۹۰۲ – مرگ ۴ فوریهٔ ۱۹۸۷) روان‌شناس آمریکایی، یکی از نظریه‌پردازان معروف شخصیت و یکی از چهره‌های اصلی در رویکرد روان‌شناسی انسان‌گرایانه در روان‌شناسی است.
راجرز به عنوان یکی از پدرهای تحقیقات روان‌درمانی شناخته می‌شود و به دلیل تحقیقات پیشرویی که انجام داده‌است، نشانِ مشارکت علمی برجسته از سوی انجمن روان‌شناسی آمریکا در سال ۱۹۵۶ به او تعلق گرفت.
او موضعی پرسشگر و جرأت ورزانه به سوی قلمرو ناشناخته هم به عنوان یک فرد متخصص و و هم عادی داشت.
رویکرد فرد محور به عنوان رویکرد منحصربه‌فرد او در شناخت شخصیت و روابط انسانی، کاربردهای بسیاری در حوزه‌های مختلف از جمله مشاوره و روان‌درمانی (درمان مخاطب محور)، آموزش (آموزش دانش‌آموز محور) و دیگر سازمان‌های گروهی مورد استفاده قرار گرفت. در سال ۱۹۷۲ راجرز به دلیل کارهای حرفه‌ای‌اش، از سوی انجمن روان‌شناسی آمریکا به عنوان شایسته‌ترین فرد برای دریافت نشان مشارکت حرفه‌ای برجسته انتخاب شد. او پیش از مرگش در سال ۱۹۸۷ به پاس فعالیت‌هایش در زمینهٔ درگیری‌های داخلی آفریقای جنوبی و ایرلند شمالی، نامزد دریافت جایزهٔ صلح نوبل شد.

## زندگی
کارل راجرز در ۸ ژانویهٔ ۱۹۰۲ در اوک پارک در حومهٔ شیکاگو به دنیا آمد. نام پدرش والتر و نام مادرش جولیا بود. آن‌ها شش فرزند بودند و راجرز چهارمین بود. پدرش مهندس عمران و پیمانکار بسیار موفقی بود، و به همین دلیل، راجرز در کودکی هیچ مشکل مالی نداشت. راجرز خودش را به این صورت توصیف می‌کند: «فرزند میانی در خانواده‌ای بزرگ و بسیار در هم بافته، که سخت کوشی و مسیحیت (پروتستان اصول گرا، حتی افراطی)، در آن ارزشمند بود.» راجرز می‌گوید که «بچه‌هایم باورشان نمی‌شود که آن زمان حتی آب گازدار نیز نوشابه‌ای مکروه محسوب می‌شد. یادم می‌آید که وقتی اولین نوشابهٔ گازدار را نوشیدم، احساس گناه به من دست داد.» والدین راجرز به او و دیگر بچه‌ها اجازه نمی‌دادند با بچه‌های غریبه دوست شوند زیرا هر کسی به غیر از خویشاوندان، به کارهای مشکوک مشغول بودند.
در نتیجهٔ این پیش ذهنیت نسبت به «غیرخودیها»، راجرز مدت زمان زیادی را به تنهایی می‌گذراند، هر چه دم دستش می‌رسید را می‌خواند، از جمله دائرةالمعارفها و لغتنامه‌های مختلف. در اوک پارک، خانوادهٔ راجرز در محله‌ای نسبتاً مرفه‌نشین زندگی می‌کردند. در همان‌جا راجرز به مدرسهٔ ابتدایی هولمز رفت، همکلاسیهایش عبارت بودند از ارنست همینگوی (که دو سال از او بزرگتر بود) و فرزندان فرانک لوید رایت، آرشیتکت معروف آمریکا.
راجرز در دوازده سالگی به همراه خانواده اش به مزرعه‌ای در ۵۰ کیلومتری شیکاگو نقل مکان کرد. زندگی در مزرعه به این معنا نبود که آن‌ها سبک زندگی نسبتاً لوکس و مرفه خود را کنار بگذارند. همه می‌دانند که راجرز در مزرعه بزرگ شده‌است، اما کمتر کسی می‌داند که خانهٔ آن‌ها در مزرعه، سقف آردواز، کف کاشیکاری، هشت اتاق، و پنج حمام داشت. در پشت خانه، یک زمین تنیس خاکی قرار داشت. در همین مزرعه بود که راجرز برای اولین بار به علوم علاقه‌مند شد. پدرش اصرار داشت که مزرعه طبق اصول علمی اداره شود، به همین دلیل، در بارهٔ بسیاری آزمایش‌های علمی در بارهٔ کشاورزی مطالعه کرد. از روی این مطالعات، او به بید علاقه‌مند شد. او آن‌ها را می‌گرفت، بزرگ می‌کرد، و تولید مثلشان می‌داد. علاقه به علم هرگز در راجرز از بین نرفت، هرچند که در تمام عمر، در یکی از غیرعینی‌ترین زمینه‌های روان‌شناسی فعالیت کرد.
تمایل راجرز به تنهایی در دبیرستان ادامه یافت. در این مدت او فقط دو دوست داشت. او دانش آموزی ممتاز بود و تقریباً همیشه A می‌گرفت. دروس مورد علاقه اش، انگلیسی و علوم بود.
در ۱۹۱۹، راجرز در دانشگاه ویسکانسین، در رشتهٔ کشاورزی ثبت نام کرد. این همان دانشگاهی بود که هم پدر و هم مادرش، دو برادر و یک خواهرش در آنجا درس خوانده بودند. راجرز در سال‌های اول دانشگاه در امور مذهبی بسیار فعال بود. در ۱۹۲۲ با نُه نفر دیگر از دانشجویان برای شرکت در کنفرانس WSCFC به پکن (چین) اعزام شد. این سفر شش‌ماهه تأثیر عمیقی روی راجرز گذاشت. او بدون واسطه و به‌طور مستقیم با مردمی از فرهنگ‌ها و مذاهب مختلف آشنا شد. راجرز در بازگشت از چین، در کشتی، ناگهان به ذهنش رسید که مسیح نباید خدا باشد، بلکه باید انسانی مثل انسان‌های دیگر باشد. او تصمیم گرفت که دیگر به خانه برنگردد و در نامه‌ای به والدینش نوشت که دیگر نمی‌خواهد به مذهب پروتانیسم آن‌ها مقید باشد. راجرز از مذهب افراطی پروتستانیسم انصراف داد ولی ظاهراً می‌بایست بابت این آزادی هزینه می‌پرداخت. در بازگشت از چین، او به دردهای معدوی شدیدی دچار می‌شد که سرانجام زخم معده اثنا عشری تشخیص داده شد. راجرز چندین هفته بستری شد و شش ماه تمام تحت مراقبت شدید قرار داشت. غیر از او، دو تن دیگر از خواهران و برادرانش (۵۰٪ فرزندان) در مرحله‌ای از زندگی خود زخم معده گرفتند. در بازگشت به دانشگاه، راجرز از کشاورزی به تاریخ تغییر رشته داد. او در ۱۹۲۴ مدرک لیسانس گرفت.
بعد از فارغ‌التحصیلی، راجرز با دوست دوران کودکی خود، هلن الیوت، ازدواج کرد، هر چند که والدینش با این کار بسیار مخالف بودند. آن‌ها دو فرزند به دنیا آوردند (دیوید، ۱۹۲۶، و ناتالی، ۱۹۲۸). جالب این است که وقتی دیوید به دنیا آمد، راجرز می‌خواست او را طبق اصول رفتارگرایی واتسونی بزرگ کند. خوشبختانه، و به قول خود راجرز، همسرش هلن به اندازهٔ کافی عقل سلیم داشت تا به رغم همهٔ «دانش» روان‌شناسی راجرز، که بسیار مخرب بود، مادر خوبی برای فرزندانشان شود. راجرز می‌گوید که مشاهدهٔ بزرگ شدن فرزندانش به او در بارهٔ انسان‌ها، رشد انسان، و روابط میان فردی آن‌ها چیزهایی یاد داده‌است که آموختن آن‌ها از طریق شغلی و حرفه‌ای غیرممکن بود. بعد از فارغ‌التحصیلی از دانشگاه، راجرز در LUTS در نیویورک ثبت نام کرد. اما احساس می‌کرد که به غیر از کمک‌های مذهبی، باید روش دیگری برای کمک به مردم وجود داشته باشد. بعد از دو سال فعالیت در این سمینار، او به دانشگاه کلمبیا رفت و در رشتهٔ روان‌شناسی بالینی به تحصیل پرداخت و در ۱۹۲۸ فوق لیسانس، و در ۱۹۳۱ دکترا گرفت. تز دکترای وی در بارهٔ اندازه‌گیری تنظیم یا سازگاری شخصیت در کودکان بود.
بعد از دریافت مدرک دکتری، راجرز به عنوان روان‌شناس در دپارتمان مطالعات کودکان در انجمن پیشگیری خشونت با کودکان در رُچستر، نیویورک، مشغول به کار شد. او در طول تحصیلات دکترا، در همین انجمن به عنوان همکار فعالیت داشت. در همان‌جا بود که راجرز با چندین تجربه مواجه شد که بعدها بر نظریهٔ شخصیت، و رویکرد وی به روان درمانی به شدت تأثیر گذاشتند. اولاً او متوجه شد که روانکاوی، که رویکرد غالب در این انجمن بود، بیشتر اوقات ناموثر است. ثانیاً، متوجه شد که صاحب نظران مطرح در روان‌شناسی، در این مورد که برای درمان افراد مبتلا به اختلالات روانی کدام روش بهتر است، اختلاف نظر داشته، و نمی‌توانند به توافق برسند. ثالثاً، متوجه شد که گشتن به دنبال یک «بینش» (بصیرت یا شهود) به مشکلات روانی، معمولاً راه به جایی نمی‌برد و باعث دلسردی می‌شود. تقریباً در همین زمان بود که راجرز تحت تأثیر آلفرد آدلر قرار گرفت. او از آدلر آموخت که مطالعات موردی طولانی، موضوعاتی سرد، مکانیکی، و غیرضروری هستند. او همچنین متوجه شد که روان درمانگران مجبور نیستند وقتشان را در تحقیق و تفحص در گذشتهٔ بیماران صرف کنند. به جای آن، آن‌ها باید به زمان حال بیماران (محیط بلافاصله و بلاواسطهٔ) بپردازند و ببینند که بیماران در حال حاضر در چه شرایطی قرار دارند.
راجرز اولین کتاب خود به نام «درمان بالینی کودکان دشوار» را در سال ۱۹۳۹، زمانی که هنوز در دپارتمان مطالعات کودکان بود، نوشت. در ۱۹۴۰، او از کار عملی به کار آکادمیک تغییر فعالیت داد. در این سال، راجرز در دانشگاه اوهایو سمت استادی روان‌شناسی بالینی را به عهده گرفت. در همان‌جا بود که راجرز به فرمولبندی و امتحان رویکرد خودش به روان درمانی پرداخت. در ۱۹۴۲، کتاب «مشاوره و روان درمانی: مفاهیم عملی نوین تر» را نوشت. در این کتاب، او اولین جایگزین عمده برای روانکاوی را توصیف کرد. ناشر کتاب ابتدا تمایلی به چاپ آن نداشت، زیرا فکر می‌کرد که تیراژ ۲۰۰۰ نسخه‌ای آن به فروش نخواهد رفت. این تیراژ فقط برای پوشش هزینه‌های چاپ کافی بود. تا سال ۱۹۶۱، این کتاب ۷۰۰۰۰ نسخه فروش داشت و هنوز هم فروش خوبی دارد.
در ۱۹۴۴، به عنوان بخشی از فعالیت‌های مربوط به جنگ، راجرز ایالت اوهایو را ترک کرد و به نیویورک رفت. در آنجا در سازمان USO به عنوان مدیر خدمات مشاوره به کار مشغول گشت. بعد از یک سال، به دانشگاه شیکاگو رفت و در آنجا به عنوان استاد روان‌شناسی و مدیر مشاوره منصوب گشت. در همین دوران در دانشگاه شیکاگو بود که راجرز مهم‌ترین کتاب خود را نوشت: «روان درمانی مراجع-محوری: مفاهیم، شیوه‌ها، و کاربردها» (۱۹۵۱).
در ۱۹۵۷، راجرز دانشگاه شیکاگو را ترک کرد و به دانشگاه ویسکانسین رفت. در آنجا او، هم به عنوان استاد روان‌شناسی و هم به عنوان استاد روان‌پزشکی مشغول به کار شد. راجرز متوجه شد که در دانشگاه ویسکانسین جوّ حاکم، بیشتر رقابتی است تا رفاقتی. او از همه بیشتر از نحوهٔ برخورد غیرانسانی (به زعم وی) با دانشجویان فوق لیسانس ناراحت بود، و چون نتوانست وضعیت را بهبود دهد، از آنجا استعفا داد. راجرز بعد از استعفا از دانشگاه ویسکانسین به لا هویا در کالیفرنیا رفت و به عضویت انستیتو علوم رفتاری غربی درآمد. در ۱۹۶۸، راجرز و تنی چند از دیگر اعضایی که رویکردی انسانگرایانه تری داشتند، انستیتو علوم رفتاری غربی را ترک کردند تا مرکز مطالعات شخص را، باز هم در لا هویا، تأسیس کنند.
بسیاری از تغییر مسیرهای راجرز با یک تغییر جهت در علایق، تکنیکها، یا فلسفه، همراه بودند. آخرین تغییر مسیر وی، علاقهٔ راجرز به «فرد، در همان زمانی که دنیا را تجربه می‌کند» را نشان می‌دهد. راجرز می‌گفت که او به «شخص» علاقه‌مند است، ولی از روش‌های قدیمی که انسان را به عنوان «موضوع» تحقیق مورد مطالعه قرار می‌دهند منزجر است. در سال‌های بعد، راجرز با گروه‌های رویارویی کار می‌کرد و به آن‌ها آموزش حساسیت تدریس می‌کرد. او بیشتر به این موضوع علاقه داشت که شرایطی را کشف کند که شخص در آن‌ها می‌تواند پتانسیلهای خود را کاملاً به فعل درآورد. همچنین، در اواخر فعالیت حرفه‌ای خود، راجرز به ارتقای صلح جهانی علاقه‌مند شد. او پروژهٔ صلح ژنو را در سال ۱۹۸۵ سازمان دهی کرد. در سال ۱۹۸۶ نیز چندین ورکشاپ صلح در مسکو را رهبری کرد. او تا روز ۴ فوریهٔ ۱۹۸۷ به این فعالیت‌ها ادامه داد. در این روز، او به علت ایست قلبی در گذشت. او ۸۵ سال داشت.

## نظریهٔ شخصیت راجرز
فرضیه‌های نظریهٔ راجرز آشکارا نشان می‌دهد که او در مطالعهٔ شخصیت، شخص را مرکز توجه قرار داده‌است. به همین دلیل، نظریهٔ وی در روان درمانی، روان درمانی شخص-محور نام دارد.

## تالیفات
- «درمان بالینی کودکان دشوار» (۱۹۳۹)
- «مشاوره و روان درمانی: مفاهیم عملی نوین تر» (۱۹۴۲)
- «روان درمانی مراجع-محوری: مفاهیم، شیوه‌ها، و کاربردها» (۱۹۵۱)